# ملخ تورانی
ملخ تورانی (Calliptamus turanicus) گونه‌ای از حشرات راست‌بال از تیره کج‌صورتان است.
در این گونه سطح داخلی راه پای عقب به رنگ زرد یا خاکستری یکنواخت و فاقد لکه و نوارهای روشن می‌باشد. سطح پشتی ساق پای عقب به رنگ زرد و سطح داخل آن به رنگ نارنجی روشن است. طول بدن در نرها ۸و ۲۳–۵ و ۳۱ میلیمتر و در ماده‌ها ۵و۳۴–۲و ۴۸ میلیمتر می‌باشد. این گونه از استان‌های شمال ایران گزارش شده‌است و به گندم و گاهی زراعت پنبه خسارت می‌زند.